# فينيرا-D
فينيرا دي هي مهمة فضائية روسية مُقترحة إلى كوكب الزهرة، ستشمل مركبة مدارية ومركبة هبوط، ستُطلق عام 2026 أو 2031. الهدف الأساسي للمركبة هو رصد الزهرة باستخدام الرادار. ستكون مركبة الهبوط، المبنية على تصميم برنامج فينيرا، قادرةً على العمل لمدة طويلة (3 ساعات تقريبًا) على سطح الكوكب. يرمز الحرف دي في فينيرا إلى كلمة «dolgozhivushaya»، التي تعني «طويل الأمد» باللغة الروسية.
ستكون فينيرا دي أول مسبار إلى الزهرة يطلقه الاتحاد الروسي (أُطلِقت مركبات فينيرا السابقة من قبل الاتحاد السوفييتي) ستكون فينيرا دي بمثابة المركبة الفضائية الرائدة ضمن جيل جديد من مسابير الزهرة روسية الصنع، الذي سيبلغ ذروته بإطلاق مركبة هبوط قادرة على تحمل بيئة الزهرة القاسية لأكثر من فترة الساعة ونصف التي سجلتها المسابير السوفيتية. يتمتع كوكب الزهرة بمتوسط درجة حرارة تساوي 462 درجة مئوية (864 فهرنهايت)، وضغط جوي ساحق يساوي 90 بار (89 ضعف الضغط الجوي الأرضي، 1300 باوند/بوصة مربعة)، وسحب من ثاني أكسيد الكربون وحمض الكبريتيك تسبب التآكل. ستُطلق فينيرا دي على متن صاروخ بروتون أو أنجارا إيه 5.

## نظرة تاريخية
في عام 2003، اقتُرحت مهمة فينيرا دي في «قائمة رغبات» الأكاديمية الروسية للعلوم ضمن المشاريع العلمية في برنامج الفضاء الفيدرالي للفترة بين عامي 2006 و2015. أثناء صياغة مفهوم المهمة في عام 2004، كان من المتوقع إطلاق فينيرا دي في عام 2013 لتهبط على سطح الزهرة في عام 2014. في مفهومها الأصلي، كانت ستشمل المهمة مركبة مدارية كبيرة وقمر صناعي فرعي ومنطادان ومركبتا هبوط صغيرتان ومركبة هبوط كبير طويل الاجل (3 ساعات).
بحلول عام 2011، أُجِلت المهمة إلى عام 2018، وجرى تقليص حمولتها إلى مركبة مدارية مع مركبة قمر صناعي فرعية مدارية ومركبة هبوط واحدة يُتوقع أن تعمل على سطح الزهرة لـ 3 ساعات. بحلول بداية عام 2011، دخل مشروع فينيرا دي مرحلة إيه (التصميم الأولي) من التطوير.
بعد خسارة مركبة الفضاء فوبوس جرونت في نوفمبر 2011 وما نتج عن ذلك من تأخيرات في جميع مشاريع الكواكب الروسية (باستثناء مهمة إكسو مارس، المُشتركة مع وكالة الفضاء الأوروبية)، تأخر تنفيذ المشروع مرة أخرى إلى موعد لا يسبق عام 2026.

### الحالة
تقود جمعية لافوشكين جهود تطوير بنية مفهوم المهمة. قد تشمل المهمة أدوات من وكالة ناسا. بين عامي 2018 و2020، استمرت المرحلة الثانية من الأنشطة العلمية بين ناسا ومعهد أبحاث الفضاء الروسي (آي كيه آي) لتحسين المفاهيم العلمية، وبنية مهمة المركبة المدارية ومركبة الهبوط، بالإضافة إلى فحص مفصل لأنواع المنصات الجوية التي قد تجيب على الأسئلة العلمية المحورية المتعلقة بالزهرة في موقع المركبة على الكوكب. ستُعقد ورش عمل إضافية مع تطور مفهوم المهمة. من وجهة نظر الكتلة الإجمالية التي ستُطلق إلى الزهرة، ستكون أفضل فرصة للإطلاق في عامي 2029 و2031.

## الأهداف
تركز المهمة على الدوران الفائق لغلاف الزهرة الجوي، ودراسة العمليات الجيولوجية التي شكلت وغيرت ملامح السطح، وتركيب المواد السطحية من المعادن والعناصر، والعمليات الكيميائية المتعلقة بالتفاعل بين السطح والغلاف الجوي.
أهداف المركبة المدارية
- دراسة ديناميكيات وطبيعة الدوران الفائق للغلاف الجوي والتوازن الإشعاعي وطبيعة تأثير البيت الزجاجي.
- وصف التركيب الحراري للغلاف الجوي والرياح والمد والجزر الحراري والهياكل المغلقة مديا بالشمس.
- قياس تكوين الغلاف الجوي، دراسة الغيوم وهيكلها وتكوينها وعملياتها الكيميائية والفيزيائية الدقيقة.
- دراسة الغلاف الجوي العلوي والغلاف الأيوني والنشاط الكهربائي والغلاف المغناطيسي ومعدل تسرب الغازات نحو الفضاء.

أهداف مركبة الهبوط
- إجراء تحليل كيميائي للمواد السطحية ودراسة تركيب السطح من العناصر، بما في ذلك العناصر المشعة.
- دراسة التفاعل بين السطح والغلاف الجوي.
- دراسة التركيب الكيميائي والهيكلي للغلاف الجوي وصولًا إلى السطح، بما في ذلك وفرة ونسب نظائر الغازات الشحيحة والنبيلة.
- إجراء تحليل كيميائي مباشر لهباء الغيوم.
- وصف جيولوجيا التضاريس المحلية بمقاييس مختلفة.